# 泉州公交703路
泉州公交703路是中华人民共和国泉州市境内的一条公共交通线路，全程33.3公里。起讫点为泉州第三医院至前见村，运营时间为双向6:00-18:30

## 历史
- 2014年4月15日，泉州公交发展有限公司（公交集团前身）开通703路，初期运营区间为盛达商贸城-玖龙生活区。初期运营时间为盛达商贸城6:20-17:30、玖龙生活区7:10-18:20，初期票价¥1/人。使用车辆为1部西虎QAC6600NG5型LNG空调小巴[1]

- 2014年9月1日，703路票价调整为分段计价¥2/人，以张坂加油站为分段点[2]

- 2014年9月10日，703路更换为4部福田BJ6760C5MCB-1型LNG空调公交车[3]

- 2015年6月17日，703路更换为6部金旅XML6105JHEVE8C1型插电式柴油混合动力空调公交车[4]

- 2016年1月1日，703路自玖龙生活区延伸至后见村始发终到，票价调整为一票制¥2/人，取消张坂加油站分段点[5]

- 2016年6月，因K503路恢复运营后客流增长过快，台投公司划拨703路所有原配XML6105JHEVE8C1至K503路，703路更换为自K501路等线路划拨而来的5部福达FZ6890UF3G3型柴油空调公交车

- 2017年8月15日，703路自后见村经由Y195线、海湾大道延伸至前见村。首末班、票价不变。[6]

- 2018年6月，受缺驾及车况过差影响，703路退下1部FZ6890UF3G3，配车数减至4部

- 2018年9月2日，703路接手并更换自K508路退下的4部西虎QAC6100NG5-1型LNG空调公交车，原有4部FZ6890UF3G3封存，配车数不变

- 2019年3月，703路全线更换为自K508路退下的6部中车时代TEG6851BEV09型空调电动巴士，原配车辆互换至K508路

- 2020年1月22日，因张坂杏坑村渠桥进行危桥改造。703路自该日起往取消途经东园街、东张路、乡道186线，改为途经杏秀路、滨湖南路、张经四路至张坂加油站后原线行驶。[7]

- 2020年1月26日，为配合惠安县交通局及台投区规划建设与交通局关于新型冠状病毒肺炎防控要求。703路自当日14:00起暂停运行，恢复时间待定。[8][9]

- 2020年2月18日，703路恢复运营，并恢复途径东园街、东张公路。

- 2021年2月1日，703路全线更换为3部福田BJ6650EVCA-8型空调电动巴士，原配3部TEG6851BEV09封存至6月28日，并于6月29日起用以开通K507路。运营时间调整为盛达商贸城6:20-17:40；前见村7:10-18:30[10]

- 2021年9月13日，应台商投资区疫情应急指挥部要求。自当日16:20起，703路暂停运营至9月30日。[11]

- 2021年10月1日，703路恢复运营。

- 2022年3月16日，因疫情防控要求暂停中心市区范围内所有公交线路运营。703路自当日首班起再次暂停运营至4月19日。[12]

- 2022年4月20日，703路恢复运营。[13]

- 2022年12月30日，自该日起张坂行政服务中心更名为张坂政务服务中心站。[14]

- 2023年2月28日，因海东路海湾大道路口提升改造施工需要，703路自该日起临时取消途径海湾大道、前见村道.改为途径海东路至月亮湾停车场始发终到，其它不变。[15]

- 2023年4月30日，703路自该日起恢复途径海湾大道、前见村道、前见村，取消途径海东路、月亮湾停车场。[16]

- 2023年11月30日，自该日起703路推行定点到站服务，盛达商贸城末班由17:40延迟至17:50发车[17]

- 2024年12月1日，703路自该日起更换为3部金旅XML6606JEVA0C1型空调电动巴士，原配车辆退至705路、708路使用。[18]

- 2025年4月1日，因优化调整，703路自起取消途径盛达商贸城、滨湖南路641电台至后见村段。改为途径海灵大道、兴业街、杏秀路、滨湖南路、南北大道、东西大道、滨湖西路、康泰街至泉州第三医院始发终到。运营时间调整为双向6:00-18:30，里程数由17.7公里增加至33.3公里。并增加自K508路退下的3部中车时代TEG6851BEV09型空调电动巴士，配车数增加至6部。[19]

## 站点
| 路线 | 路线 | 路线 | 所在地区、街道 | 所在地区、街道   | 站点名             | 备注                    |
| ---- | ---- | ---- | -------------- | ---------------- | ------------------ | ----------------------- |
|      |      |      | 台投区         | 康泰街           | 泉州第三医院       | 起讫站                  |
|      |      |      | 台投区         | 康泰街           | 台商区妇幼保健院   |                         |
|      |      |      | 台投区         | 滨湖西路         | 滨湖西路路口       |                         |
|      |      |      | 台投区         | 东西大道         | 中科院装备所       |                         |
|      |      |      | 台投区         | 东西大道         | 海丝生态公园东一区 | 原名 西堡村             |
|      |      |      | 台投区         | 东西大道         | 东堡村             |                         |
|      |      |      | 台投区         | 滨湖南路 S201    | 后海路口           |                         |
|      |      |      | 台投区         | 滨湖南路 S201    | 台商政务服务中心   |                         |
|      |      |      | 台投区         | 滨湖南路 S201    | 加坑路口           |                         |
|      |      |      | 台投区         | 杏秀路           | 台投区管委会       |                         |
|      |      |      | 台投区         | 杏秀路           | 学堂北街口         | 原名 弘润医院           |
|      |      |      | 台投区         | 杏秀路           | 海丝公园东门       | 原名 亚洲艺术公园东门   |
|      |      |      | 台投区         | 杏秀路           | 锦峰村             |                         |
|      |      |      | 台投区         | 杏秀路           | 后西街             |                         |
|      |      |      | 台投区         | 杏秀路           | 执法大队           | 原名 东园运管站         |
|      |      |      | 台投区         | 东园街           | 惠南华侨医院       |                         |
|      |      |      | 台投区         | 东园街           | 东园镇政府         |                         |
|      |      |      | 台投区         | 东园街           | 东园村             |                         |
|      |      |      | 台投区         | 东张公路         | 灵溪村             |                         |
|      |      |      | 台投区         | 东张公路         | 泉州十六中         | 原名 惠南中学           |
|      |      |      | 台投区         | 东张公路         | 仑山村             |                         |
|      |      |      | 台投区         | 东张公路         | 东园供电所         |                         |
|      |      |      | 台投区         | 东张公路         | 塘南村             |                         |
|      |      |      | 台投区         | 东张公路         | 群力村             |                         |
|      |      |      | 台投区         | 东张公路         | 玉塘村             |                         |
|      |      |      | 台投区         | 东张公路         | 杏坑村             |                         |
|      |      |      | 台投区         | 海张路           | 张坂政务服务中心   | ↓ 原名 张坂行政服务中心 |
|      |      |      | 台投区         | 玉安街 X355      | 张坂加油站         |                         |
|      |      |      | 台投区         | 玉安街 X355      | 张坂农贸市场       |                         |
|      |      |      | 台投区         | 兴业街           | 下宫村口           |                         |
|      |      |      | 台投区         | 兴业街           | 兴业街             |                         |
|      |      |      | 台投区         | 兴业街           | 上塘村             |                         |
|      |      |      | 台投区         | 兴业街           | 锦溪小学           |                         |
|      |      |      | 台投区         | 海灵大道         | 海灵大道中段       |                         |
|      |      |      | 台投区         | 海灵大道         | 海灵大道南段       |                         |
|      |      |      | 台投区         | 海灵大道         | 海湾大道东五段     | ↑                       |
|      |      |      | 台投区         | 海湾大道 228国道 | 海湾大道东五段     | ↓                       |
|      |      |      | 台投区         | 海湾大道 228国道 | 浮山村口           |                         |
|      |      |      | 台投区         | 海湾大道 228国道 | 龟山湾旅游区       |                         |
|      |      |      | 台投区         | X196             | 前见村             | 起讫站                  |

## 票价
703路计价方式为一票制，票价¥2.0。
- 泉通卡普通卡9折，月票卡乘坐刷1次。敬老卡、爱心卡有效
- 可使用泉城通APP及支付宝、云闪付、微信乘车码支付

## 配车
703路配车数总计6部，其中：
- 金旅XML6606JEVA0C1  3部
- 中车时代TEG6851BEV09  3部

- 西虎QAC6600NG5（2014.4-2014.9）
- 金旅XML6105JHEVE8C1（2015.6 - 2016.6）
- 福达FZ6890UF3G3（2016.6 - 2018.9）
- 西虎QAC6100NG5-1（2018.9 - 2019.3）
- 中车时代TEG6851BEV09
（2019.3 - 2021.1 / 2025.4 - ）
- 福田BJ6650EVCA-8（2021.2 - 2024.11）
- 金旅XML6606JEVA0C1（2024.12 - ）

## 相关
- 泉州公交线路列表